# آسیاب رباط کریم
آسیاب رباط کریم مربوط به دوره قاجار است و در رباط کریم، جنوب شرقی محله بازارک واقع شده و این اثر در تاریخ ۲ بهمن ۱۳۸۲ با شمارهٔ ثبت ۱۰۸۲۱ به‌عنوان یکی از آثار ملی ایران به ثبت رسیده است.